# Verpeilspitze
Die Verpeilspitze ist ein 3423 m ü. A. hoher, schroffer Berg im Kaunergrat zwischen Kaunertal und Pitztal und liegt nördlich der Kaunergrathütte sowie südlich des Verpeiljochs (auch Neururer Joch). Vom Gipfel ziehen lange Grate nach Westen und Norden. Der Südostgrat, über den der einfachste Anstieg erfolgt, biegt nach weniger als einem Kilometer nach Osten zur Parstleswand ab. Nach Nordwesten, Südwesten und Osten zeigt der Gipfel steile Wände und Flanken. In der Ostflanke befindet sich der heute in zwei Teile zerfallene Neururer Ferner. Der Name Verpeilspitze stammt aus dem Rätoromanischen und hängt mit der versteckten Lage des Berges zusammen (rätoromanisch verpeil für „verriegelt/versperrt“).

## Normalweg

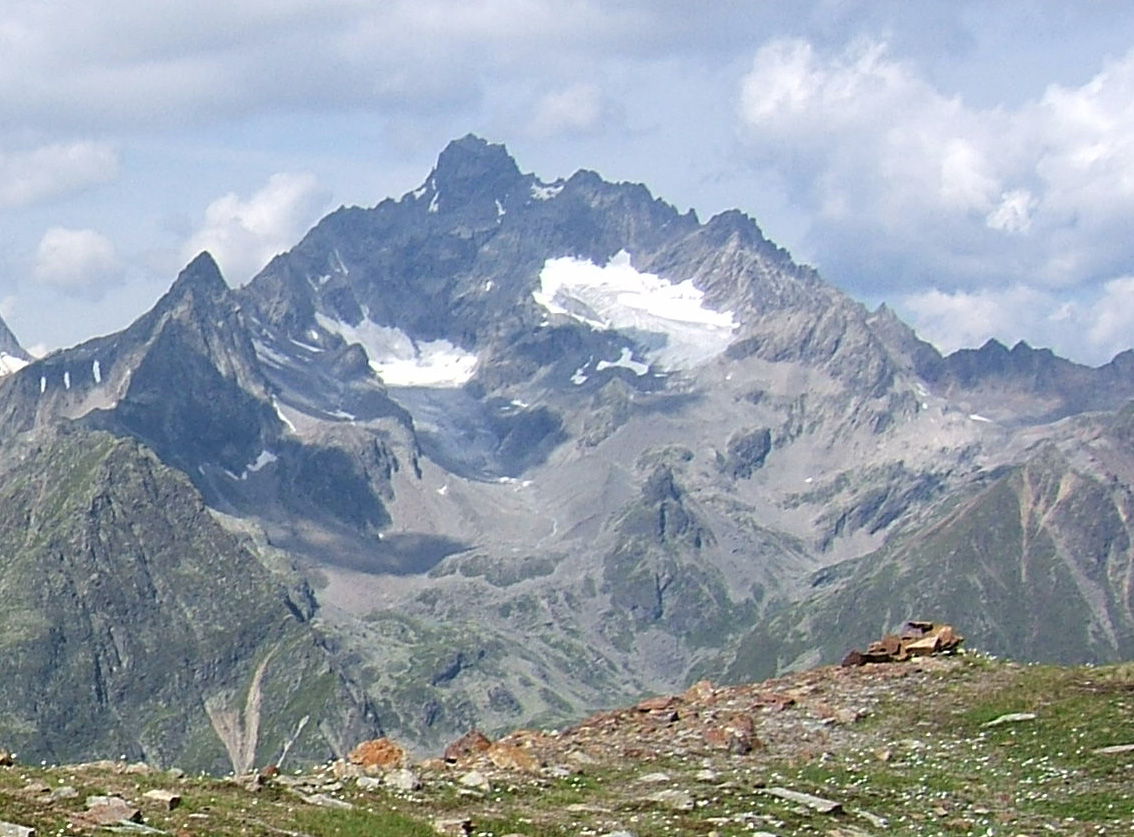
Verpeilspitze von Osten, vom Geigenkamm

Der leichteste Anstieg führt von der Kaunergrathütte zunächst Richtung Westen, gemeinsam mit dem Weg zum Madatschjoch. An einem Wegweiser zweigt der Weg rechts ab, Richtung Norden, zunächst noch gemeinsam mit dem Anstieg zum Schwabenjoch. In der breiten Südwestflanke der Verpeilspitze führt der Anstieg nun durch eine steile Schuttrinne – im Frühsommer eher Schneerinne – recht geradlinig in eine Einschartung des Südostgrats. Der Einstieg zu dieser Rinne ist mit einem roten Punkt markiert. Nun auf dem teilweise breiten, teilweise überfirnten Südostgrat bis unter die Gipfelwand. Links (westlich) zunächst durch einen kurzen Kamin zu einer Scharte. Weiter auf der Westseite auf Bändern mehrere Rinnen querend südöstlich wieder zum Grat und auf diesem zum Gipfel. Am Südostgrat gibt es Sicherungsmöglichkeiten, die auch eine Orientierungshilfe darstellen. Der Anstieg ist im Sommer eisfrei und weist Kletterschwierigkeiten des II. Schwierigkeitsgrads auf. Von der Kaunergrathütte sind 3 Stunden zu veranschlagen.

## Besteigungsgeschichte
Die Erstbesteigung gelang am 4. September 1886 Theodor Petersen und Anna Voigt aus Erfurt in Begleitung der Führer Stefan Kirchler, Johann Penz und Johann Praxmarer. Die Besteigung erfolgte über die Südwestseite und den Südostgrat, vermutlich auf dem heute üblichen Normalweg, dies kann mit den ungenauen und teils widersprüchlichen Aufzeichnungen Petersens nicht zweifelsfrei rekonstruiert werden. Ausgangspunkt der Besteigung war das Verpeiltal, von dort gelangten die Erstbesteiger über den heute nicht mehr vorhandenen Rotenkarferner und den heute an dieser Stelle nicht mehr anzutreffenden Plangeroßferner an die Südwestseite des Berges.
Erst elf Jahre später ist die zweite Besteigung dokumentiert, diese führten am 11. August 1897 Ferdinand Hennig sowie Emil und Karl Sommer durch. Ihr Anstieg führte direkt durch die Südwestflanke des Berges, im Abstieg gelangten sie über den Weg der Erstbesteiger, den Südostgrat, wieder zum Plangeroßferner. Die erste Ersteigung über die Ostwand gelang am 19. August 1902 Jakob Albert und Ingenuin Hechenblaikner.

## Routenbilder

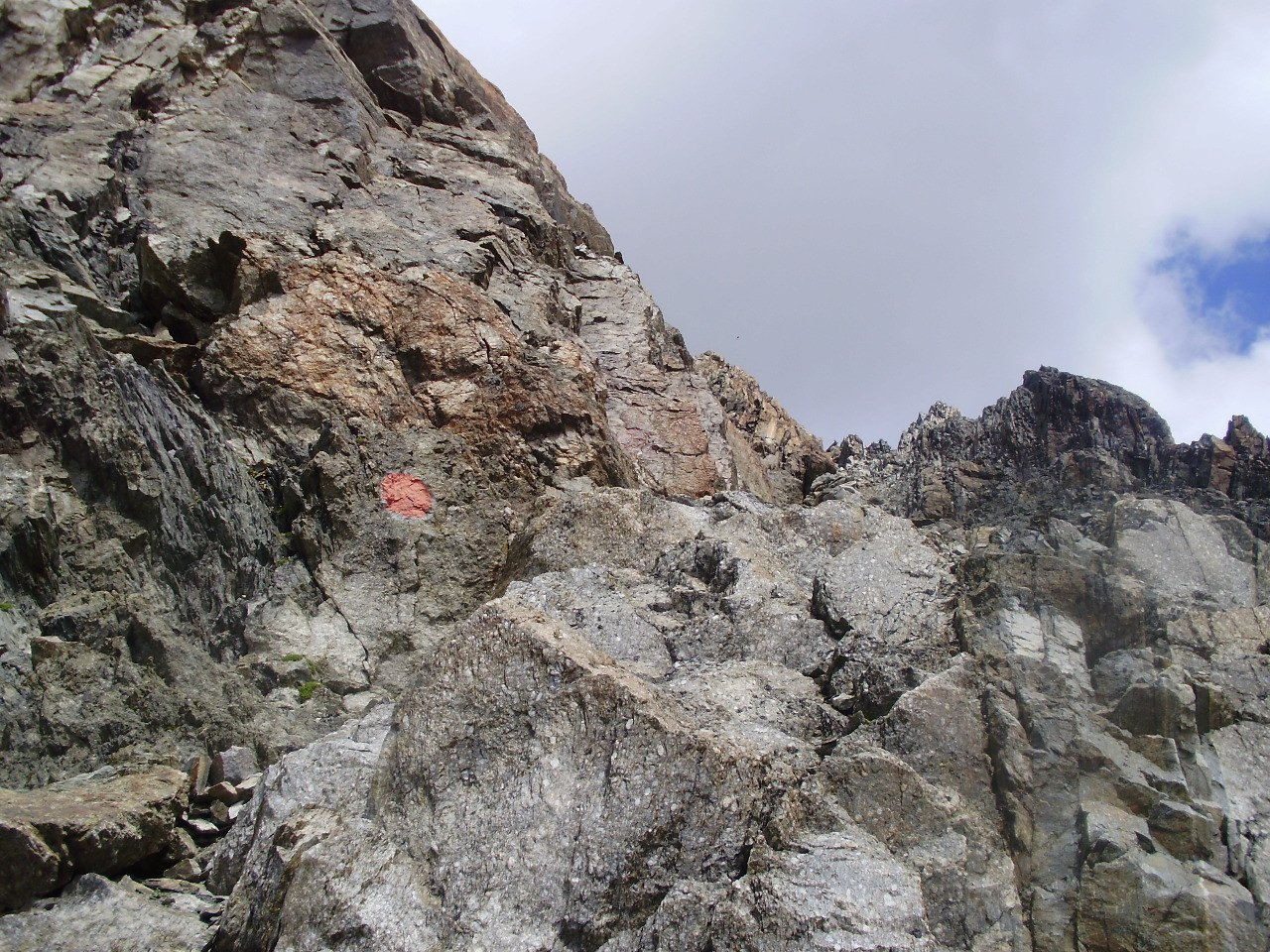
Der Rinneneinstieg
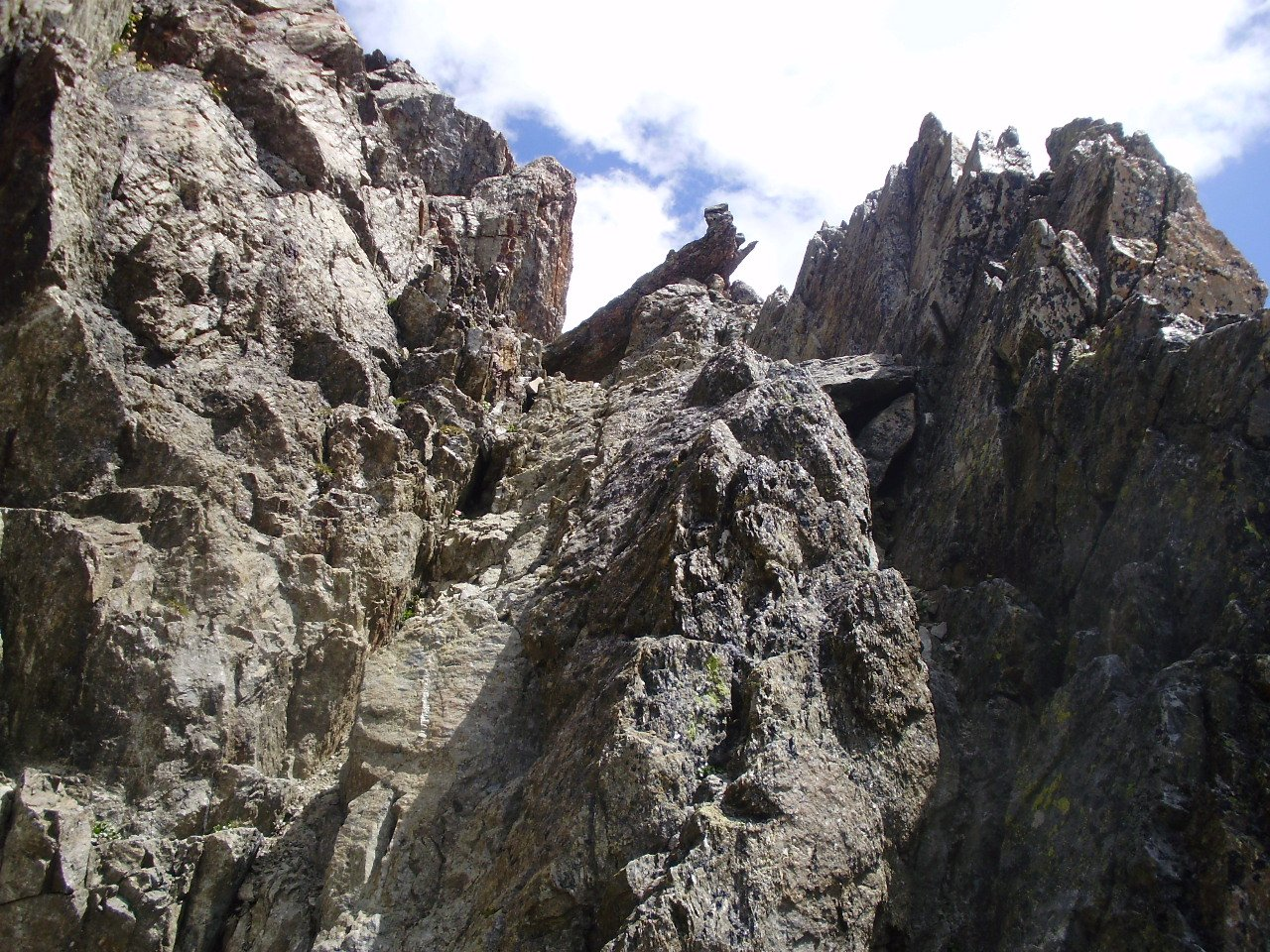
Am Rinnenende (Steilstück)
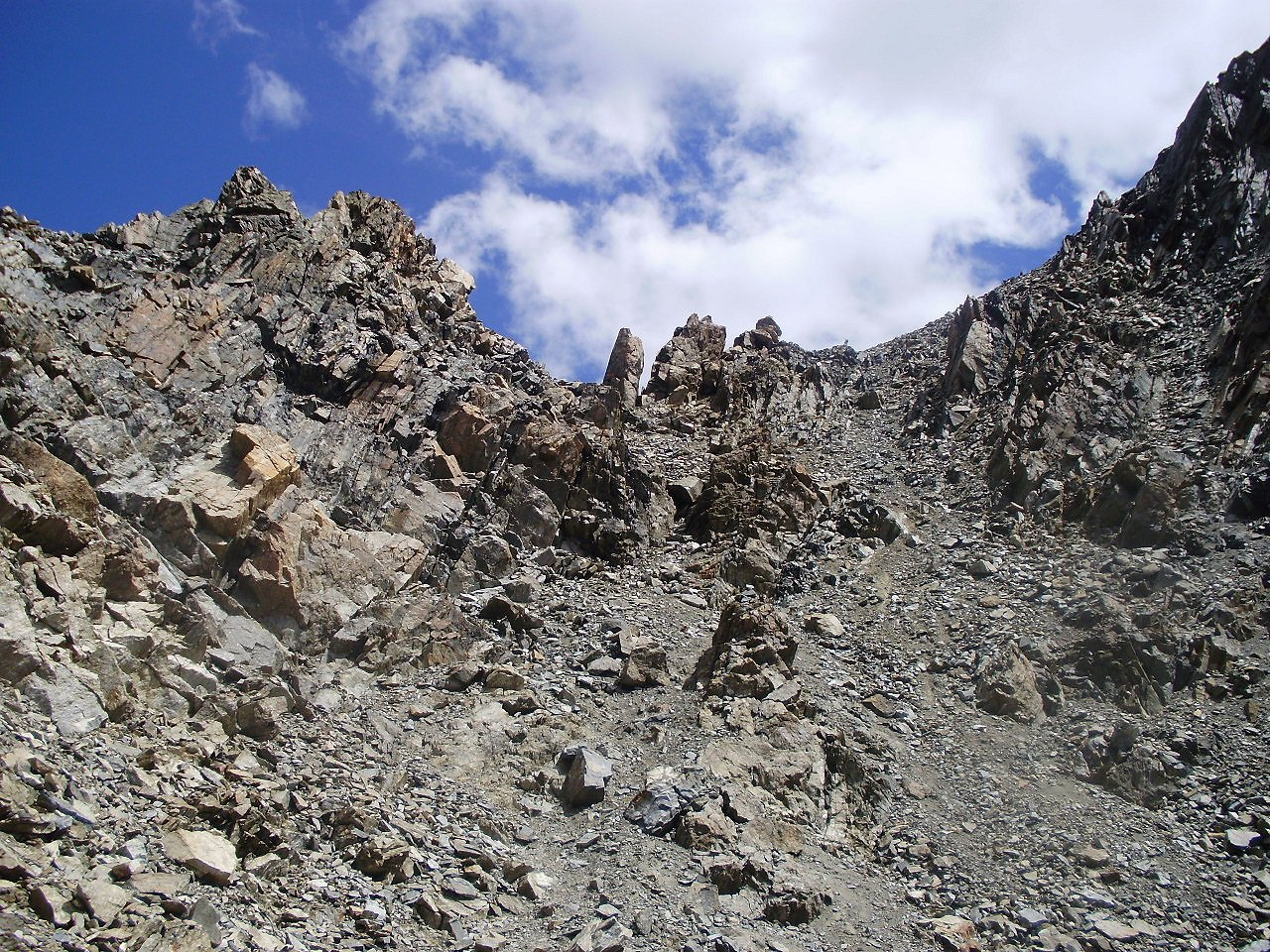
Im Schuttkar unter dem SO-Grat
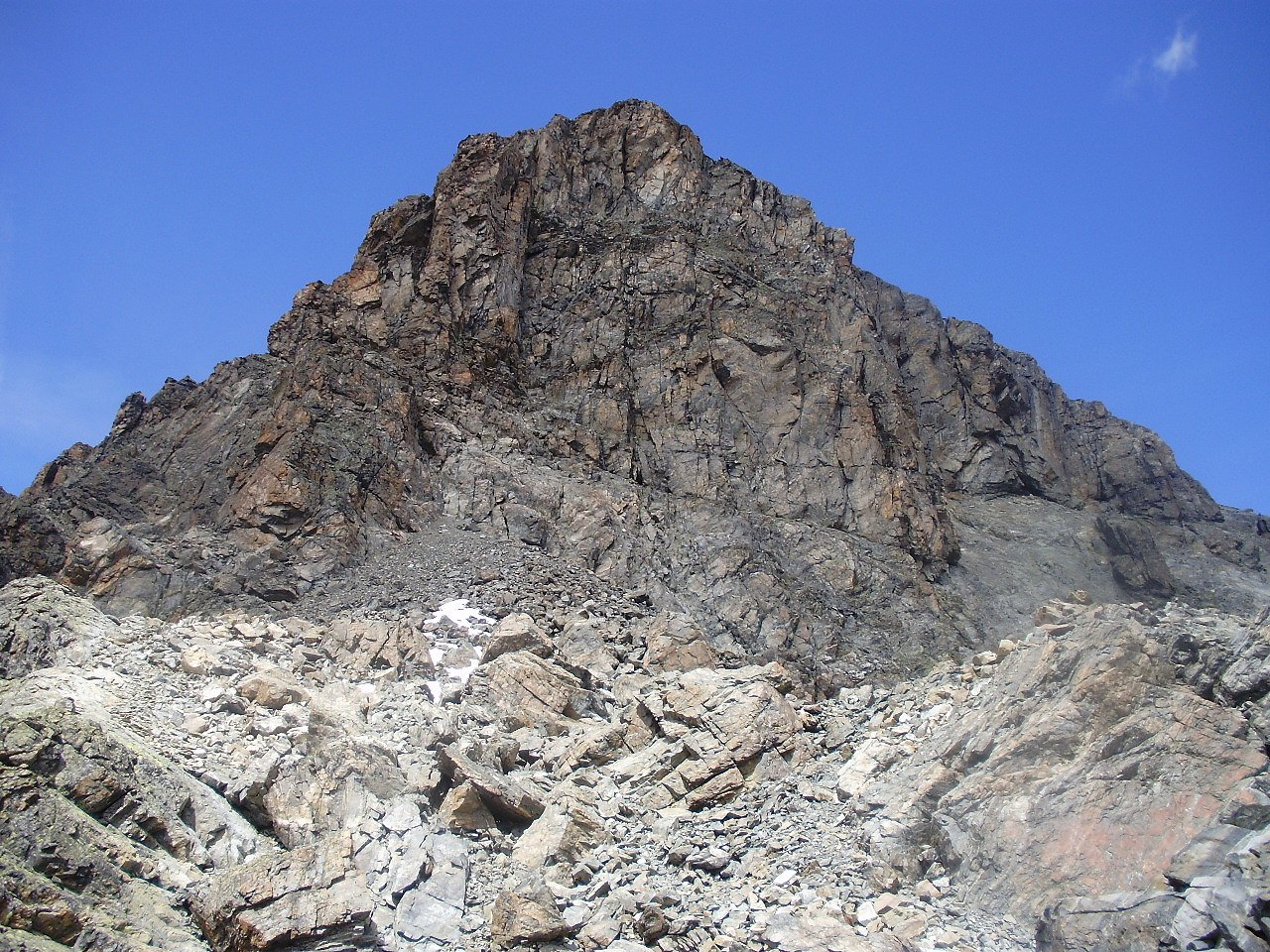
Auf dem SO-Grat in Richtung Gipfelwand
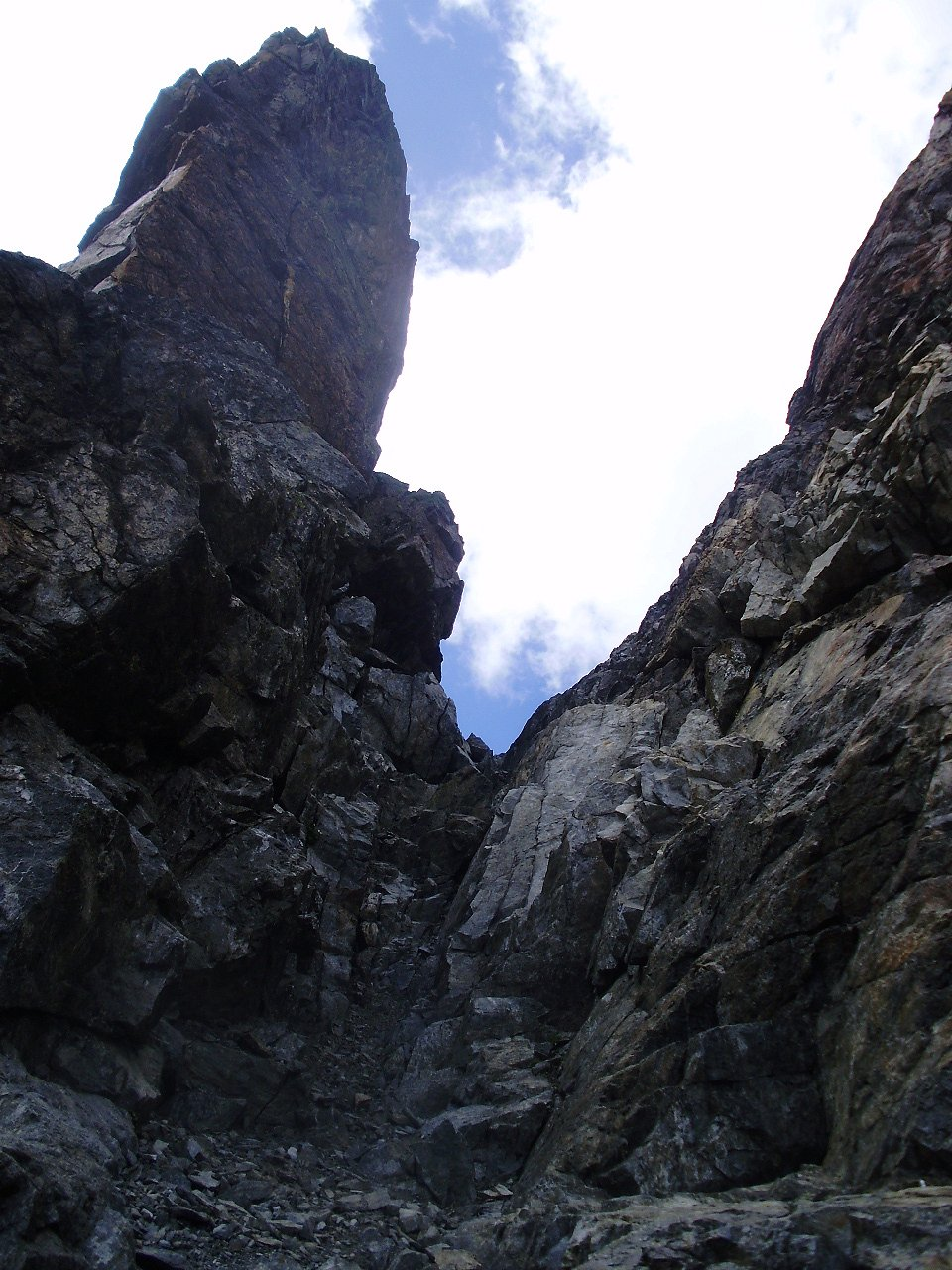
Im Kamin zum Felszacken